# پره‌کاتنی
پره‌کاتنی (به لاتین: Perekatny) یک منطقهٔ مسکونی در روسیه است که در آدیغیه واقع شده‌است.